# Fiolleda
Fiolleda (llamada oficialmente San Cosmede de Fiolleda) es una parroquia y una aldea española del municipio de Monforte de Lemos, en la provincia de Lugo, Galicia.

## Otras denominaciones
La parroquia también es conocida por el nombre de San Cosme de Fiolleda.

## Límites
Limita con las parroquias de Martín al norte, Chao de Fabeiro al este, Baamorto al sur y Tor y Ousende al oeste.

## Organización territorial
La parroquia está formada por siete entidades de población:

### Entidades de población
Entidades de población que forman parte de la parroquia:
- Figueira
- Fiolleda
- Marexe
- Pando
- San Mamede
- Vilamaior

### Despoblado
Despoblado que forma parte de la parroquia:
- Xunqueira

## Demografía

### Parroquia
| Gráfica de evolución demográfica de Fiolleda (parroquia) entre 2000 y 2020 |
|                                                                            |
| Datos según el nomenclátor publicado por el INE.                           |

### Aldea
| Gráfica de evolución demográfica de Fiolleda (aldea) entre 2000 y 2020 |
|                                                                        |
| Datos según el nomenclátor publicado por el INE.                       |